# محوطه باستان‌شناختی تپه شیلگان
محوطه باستان‌شناختی تپه شیلگان مربوط به دوره ساسانی است و در شهرستان درگز واقع شده و این اثر در تاریخ ۲۷ خرداد ۱۳۹۶ با شمارهٔ ثبت ۳۱۷۵۷ به‌عنوان یکی از آثار ملی ایران به ثبت رسیده‌است.